# Джоуи (филм)
„Джоуи“ (на английски: Joey) е австралийски игрален филм (приключенски) от 1997 г. на режисьора Иън Бари, по сценарий на Стюарт Бийти и Максуел Грант. Музиката е композирана от Роджър Мейсън. В него участват Джейми Кронт, Алекс Макена, Харолд Хопкинс, Тони Бригс и др.